# Boeing Monomail
Il Boeing Monomail era un aeroplano, monoplano e monomotore, realizzato dall'azienda aeronautica statunitense Boeing nei primi anni trenta.
Per le tecniche costruttive ed il design rappresentò, sotto certi punti di vista, un considerevole balzo tecnologico per la nascente industria aeronautica e fece da precursore ai primi moderni aerei di linea quali il Boeing 247, il Douglas DC-2 ed il Lockheed L-10 Electra.
Destinato al mercato dell'aviazione commerciale, inizialmente nel ruolo di aereo postale veloce, venne in seguito convertito in aereo da trasporto combinato passeggeri/merci. Ne furono realizzati solamente due esemplari.

## Storia del progetto
Sul finire degli anni venti del XX secolo, la Boeing intraprese gli studi per la realizzazione di velivoli monoplani: il primo progetto a vedere la luce fu quello dell'aereo da caccia XP-9, cui fece immediato seguito il Model 200, velivolo destinato all'aviazione commerciale e specificamente al settore del trasporto della corrispondenza, che sarebbe stato il primo monoplano della Boeing a solcare i cieli.
Battezzato Monomail, l'aereo si distaccava considerevolmente dagli standard progettuali dell'epoca, non solo per la configurazione alare monoplana e a sbalzo; a questa si abbinavano infatti la costruzione interamente metallica con struttura semimonoscocca, carrello d'atterraggio retrattile e motore carenato da un anello Townend.
Pur in presenza di caratteristiche conservatrici, quali la cabina di pilotaggio completamente aperta e collocata nella fusoliera in corrispondenza del centro di massa, il Monomail viene considerato un progetto che precorse i tempi, tanto che le sue potenzialità non poterono essere sfruttate appieno. L'impossibilità di fruire di eliche a passo variabile in volo (che verranno realizzate più tardi negli anni) impedì di mettere a frutto il considerevole affinamento aerodinamico realizzato in sede di progetto: se regolate in modo da garantire la massima velocità, le pale dell'elica non avrebbero garantito all'aereo l'accelerazione necessaria per decollare, per cui si dovette optare per soluzioni di compromesso che inibivano il raggiungimento delle punte di velocità che l'aereo avrebbe facilmente potuto toccare.
Il primo Monomail, portato in volo il 6 maggio del 1930, fu seguito da un secondo velivolo che volò per la prima volta il 18 agosto dello stesso anno; identificato come Model 221, fu modificato mediante l'allungamento della fusoliera: lo spazio così disponibile fu suddiviso tra una cabina in grado di alloggiare sei passeggeri ed un vano di carico per il trasporto di 340 kg (750 lb) di posta.
I due aerei furono in seguito soggetti ad una nuova modifica della fusoliera che consentì di aggiungere due posti a sedere nella cabina passeggeri; con questa nuova configurazione, ridenominati Model 221A, i due velivoli entrarono in servizio operativo. Malgrado le buone caratteristiche di base, non furono seguiti da alcuna produzione in serie.

## Tecnica

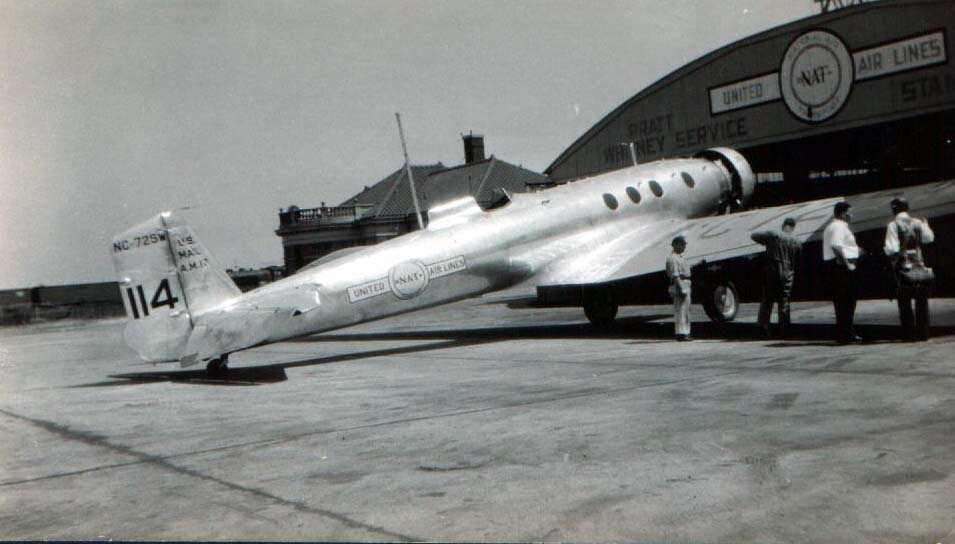
Il primo esemplare di Monomail, già portato allo standard Model 221A, di fronte all'hangar della United Air Lines.

Monoplano ad ala bassa, il Monomail presentava cellula di tipo semimonoscocca con rivestimento lavorante; le ali erano a sbalzo strutturalmente costituite da due longheroni metallici e centine a trave Warren, anch'esse metalliche.
La fusoliera aveva sezione circolare ed ospitava, a circa metà della propria lunghezza, la cabina di pilotaggio, singola e completamente scoperta. Il cono di coda reggeva l'impennaggio, di tipo classico ed anch'esso monoplano. Nella parte anteriore, subito dietro all'unità motrice, era ricavato il vano di carico che nel Model 200 era destinato solamente alla corrispondenza, mentre nella variante Model 221 ospitava anche sei passeggeri, saliti a otto nel Model 221A; in entrambi i casi il vano passeggeri era stato ottenuto sia con l'allungamento della fusoliera, sia sacrificando parte dello spazio destinato alla posta. La cabina destinata ai passeggeri, dotata di quattro oblò per ciascun lato, era piuttosto angusta; anche l'accesso tramite la porta ricavata in corrispondenza della mezzeria della radice alare non era particolarmente agevole.
Il carrello d'atterraggio era di tipo classico e retrattile: le ruote venivano alloggiate all'interno dello spessore alare per circa la metà della loro circonferenza; in coda era presente un ruotino, sterzabile, ma non retrattile. Nel corso della vita dell'aereo furono svolte prove comparative utilizzando un carrello fisso, ricoperto da ampie carenature a pantalone.
Il Monomail era equipaggiato con un motore radiale Pratt & Whitney R-1860 "Hornet B"; si trattava di un motore a nove cilindri raffreddato ad aria, derivato dal precedente Pratt & Whitney R-1690 "Hornet". Il motore era in grado di sviluppare la potenza di 575 hp (429 kW). Al fine di massimizzare la penetrazione aerodinamica del velivolo, il motore era carenato mediante un anello Townend.

## Impiego operativo
Dopo il suo primo volo, il Model 200 fu utilizzato per compiere diversi voli di sperimentazione e test comparativi prima di essere immesso in servizio, nel mese di luglio del 1931, con la Boeing Air Trasport sulla linea San Francisco-Chicago; la stessa compagnia utilizzò anche il successivo Model 221.
L'USAAC, colpita dalle prestazioni messe in mostra, manifestò il proprio interesse verso il velivolo e prese in carico il Model 200 per una serie di valutazioni, ordinandone un esemplare. L'aereo fu designato Y1C-18, ma non convinse le autorità militari che, rescisso l'ordine d'acquisto, resero alla Boeing anche l'esemplare avuto in prova.
I due Monomail costruiti, una volta portati allo standard di Model 221A, furono utilizzati dalla neonata United Air Lines sulla rotta che collegava Chicago con Cheyenne; la loro vita operativa fu tuttavia condizionata dalla decisione presa nel 1934 dal Dipartimento del commercio degli Stati Uniti d'America di consentire il trasporto aereo di passeggeri solo impiegando velivoli plurimotore.

## Varianti
- Model 200: primo modello realizzato, versione aereo postale realizzato in un solo esemplare.
  - Y1C-18: designazione assegnata al Model 200 in seguito alla sua acquisizione a scopo valutativo da parte dell'USAAC. L'esito negativo del periodo di prova, portò alla cancellazione dell'ordine di un secondo esemplare.
- Model 221: versione aereo postale/trasporto passeggeri con capacità di sei passeggeri, realizzato in un solo esemplare.
- Model 221A: designazione della conversione dei Model 200 e 221 ad aereo di linea passeggeri con otto posti a sedere.

## Utilizzatori
Stati Uniti
- Boeing Air Transport
- United Air Lines

### Annotazioni
1. ↑  Il prefisso «Y1», da non confondere con quello «Y» assegnato agli esemplari di "preserie" di un modello, identifica gli aeroplani acquisiti utilizzando uno specifico capitolo di bilancio denominato «Y1», non specificamente riferito al Dipartimento della difesa.

### Fonti
1. 1 2 3  Bowers, 1989, p. 200.
2. 1 2  Bowers, 1989, p. 198.
3. 1 2 3  Bowers, 1989, p. 203.
4. ↑  Boeing Model 200 Monomail, in "Virtual Aircraft Museum".
5. 1 2  Boeing Model 221 Monomail, in "Virtual Aircraft Museum".
6. ↑  Boeing Y1C-18, in "historyofwar.org".
7. ↑  Boeing Monomail 200, in "goldenageofaviation.org".